# Giant's Causeway

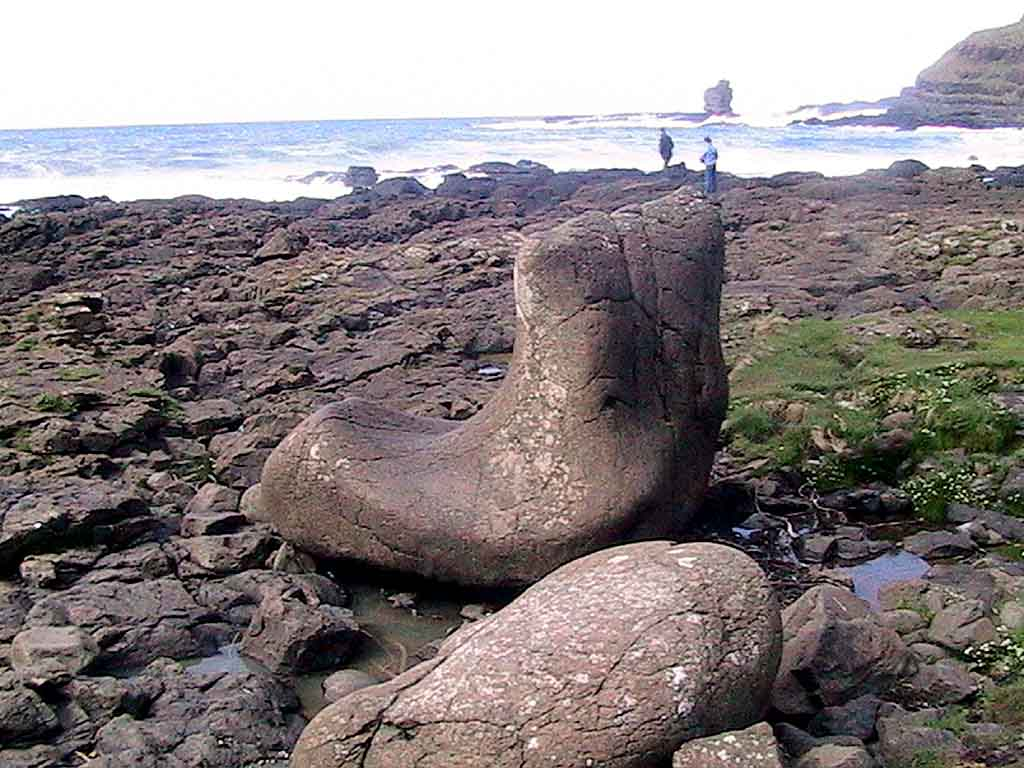
"Reuzenlaarzen"

De Giant's Causeway is een rotsformatie aan de noordoostkust van Noord-Ierland (Bushmills), die bestaat uit zo'n 40.000 basaltzuilen. De formatie staat sinds 1986 op de Werelderfgoedlijst van UNESCO. De rotsen zouden zijn ontstaan bij een vulkaanuitbarsting, zo'n 60 miljoen jaar geleden. De locatie is de meest bezochte toeristische attractie van Noord-Ierland.

## Legende
De legende gaat dat de Ierse reus Fionn mac Cumhaill (Finn McCool) een pad door de zee (causeway) naar Schotland bouwde om met zijn Schotse tegenhanger Benandonner te vechten. Op het moment dat Fionn in Schotland aankomt, ziet hij dat Benandonner nog reusachtiger is dan hijzelf en hij vlucht terug naar Ierland. Daar aangekomen, achtervolgd door de Schotse reus, vraagt McCool aan zijn vrouw om hem als baby te vermommen. Op het moment dat Benandonner in Ierland aankomt ziet hij de vrouw met de baby, waarbij hij schrikt van de grootte van het kind, aannemend dat de vader van zo'n groot kind vele malen groter en sterker zal zijn dan hijzelf en hij vlucht terug naar Schotland. Op zijn vlucht vernielt Benandonner het pad. Alleen het begin in Ierland en het eind in Schotland (Fingal's Cave op het eiland Staffa) blijven bestaan.

## Geologie
Dit gebied bestond voornamelijk uit krijt toen zo'n 60 miljoen jaar geleden enorme hoeveelheden zeer vloeibare lava vanuit de diepte aan de oppervlakte kwam. De constructieve continentale plaatbeweging zorgde voor riften en oceanische spreiding of zeevloerspreiding. Hierdoor ontstond een dik lavaplateau. Deze lava koelde af en kromp waardoor we de kenmerkende basaltzuilen vandaag nog terug zien. Dit is te vergelijken met modder die opdroogt in de zon.

## Gelijkwaardige rotsformaties
Gelijkwaardige rotsformaties komen voor in de Garni gorge in Armenië, de Cyclopeneilanden nabij Sicilië, het Devils Postpile National Monument in Californië, de Devils Tower National Monument in Wyoming, de Panská skála in Tsjechië, de Organ Pipes formatie op Mount Cargill in Nieuw-Zeeland, Ganh Da Dia in Vietnam en de Organ Pipes nabij Twyfelfontein in Namibië.